# Agda
Agda — чистый функциональный язык программирования с зависимыми типами, то есть типами, которые могут быть индексированы значениями другого типа. Теоретической основой Agda служит интуиционистская теория типов Мартин-Лёфа, которая расширена набором конструкций, полезных для практического программирования.
Agda также является системой автоматического доказательства. Логические высказывания записываются как типы, а доказательствами являются программы соответствующего типа.
Agda поддерживает индуктивные типы данных, сопоставление с образцом (гибко использующее наличие
зависимых типов), систему параметризованных модулей, проверку завершаемости программ, миксфиксный синтаксис для операторов. Поддержка неявных аргументов приводит к существенному упрощению программирования с зависимыми типами. Для программ на Agda характерно широкое использование Юникода.
В стандартную реализацию Agda входит расширение редактора Emacs, позволяющее осуществлять пошаговое построение программ. Система проверки типов языка дает программисту полезную информацию о ещё не написанных частях программы.
Конкретный синтаксис языка Agda весьма близок к синтаксису Haskell, на котором система Agda и реализована.

## Примеры
Натуральные числа и их сложение
```
 
data
 
Nat
 
:
 
Set
 
where

   
zero
 
:
 
Nat

   
suc
  
:
 
Nat
 
->
 
Nat

```

```
 
_+_
 
:
 
Nat
 
->
 
Nat
 
->
 
Nat

 
zero
  
+
 
m
 
=
 
m

 
suc
 
n
 
+
 
m
 
=
 
suc
 
(
n
 
+
 
m
)

```

Пример зависимого типа: список, в типе которого хранится натуральное число — его длина
```
 
data
 
Vec
 
(
A
 
:
 
Set
)
 
:
 
Nat
 
->
 
Set
 
where

   
[]
   
:
 
Vec
 
A
 
zero

   
_::_
 
:
 
{
n
 
:
 
Nat
}
 
->
 
A
 
->
 
Vec
 
A
 
n
 
->
 
Vec
 
A
 
(
suc
 
n
)

```

Безопасная функция вычисления головы списка, не позволяющая выполнять эту операцию над пустым списком (нулевой длины):
```
 
head
 
:
 
{
A
 
:
 
Set
}{
n
 
:
 
Nat
}
 
->
 
Vec
 
A
 
(
suc
 
n
)
 
->
 
A

 
head
 
(
x
 
::
 
xs
)
 
=
 
x

```